# Иржач (река)
Иржа́ч — река в Брянской области России. Правый приток реки Ипуть, наиболее протяжённый из всех правых притоков этой реки. Длина реки составляет 32 км. 
Протекает по территории Суражского района Брянской области. Берёт начало в 1 км северо-западнее села Нарость. Течёт на запад, пересекает железнодорожные пути линии Унеча—Кричев и автодорогу Р75. Впадает в реку Ипуть вблизи села Косичи. В верхнем течении — канализована. У реки Иржач два притока — Клинна и Суббота. Совместно с Ипутью дала название Иржач-Ипутьскому физико-географическому району на территории Брянской области.
Высота устья — 136,6 м над уровнем моря.